# Viselac

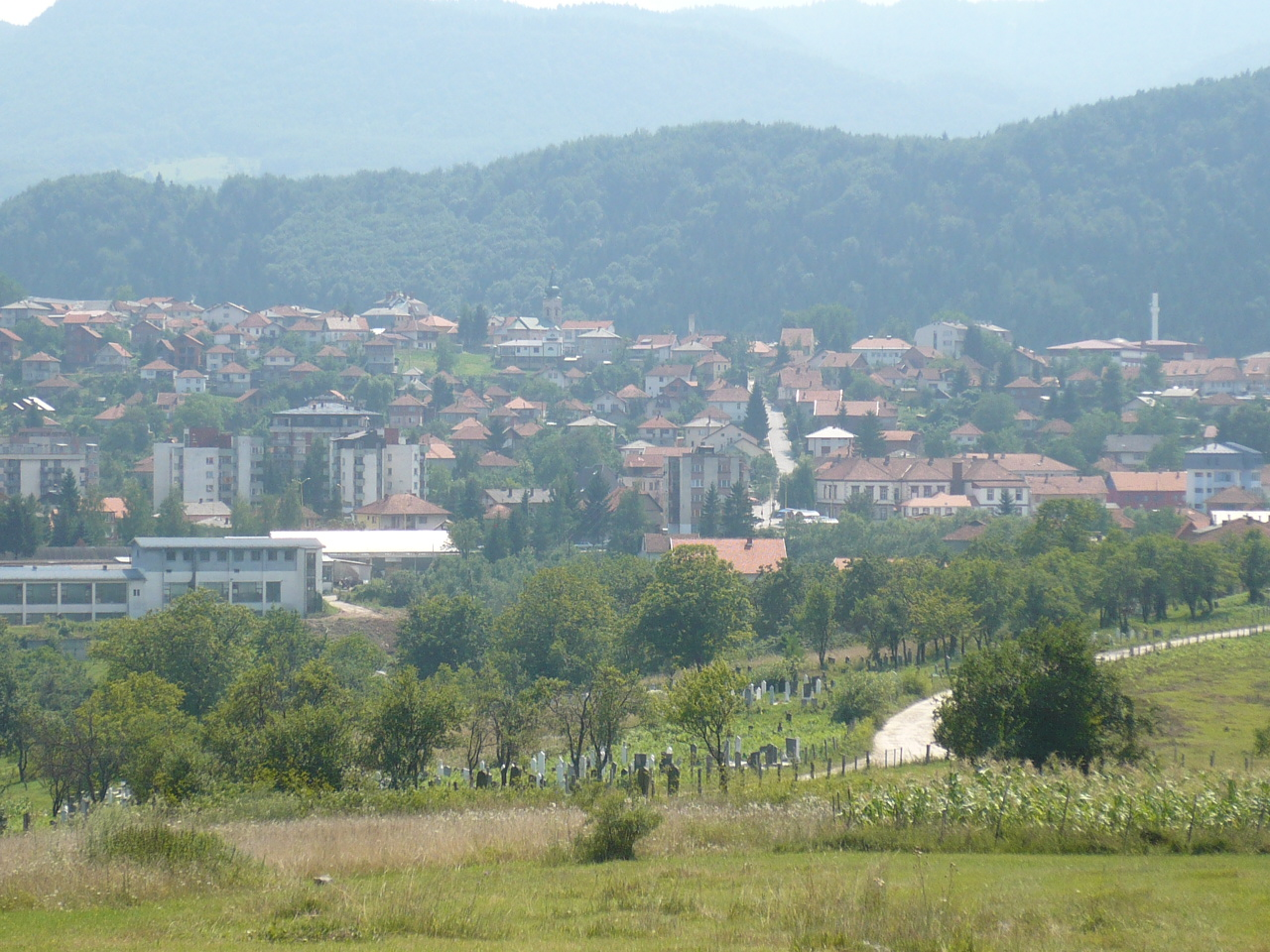
Střed města Vlasenica s pohořím Viselac v pozadí.

Viselac (v srbské cyrilici Виселац) je horský masiv ve východní části Bosny a Hercegoviny, v Republice srbské. Jeho nejvyšší vrchol má 903 m, ostatní (nižší vrcholy) potom 899 a 894 metrů. 
Nejbližším místem z tohoto vrcholu je obec Vlasenica, která se od ní nachází několik kilometrů severovýchodně. Nachází se zde také i několik vesnic (Miljanići, Krstići, Oprašnjaci, Stupari, Sušica, Hasdari, Mironi, Tihi, Opjost, Godonjaci a Laketi. 
V pohoří Viselac pramení řeka Tišča, která je přítokem říčky Drinjača. 